# Paula Fudge
Paula Yeoman-Fudge, angleška atletinja, * 30. marec 1952, Anglija, Združeno kraljestvo.
Ni nastopila na poletnih olimpijskih igrah. Na evropskih dvoranskih prvenstvih je osvojila bronasto medaljo v teku na 3000 m leta 1982, na igrah Skupnosti narodov pa zlato medaljo v isti disciplini leta 1978. 13. septembra 1981 je postavila prvi uradno priznani svetovni rekord v teku na 5000 m s časom 15:14,51, ki je veljal pol leta.